# Mount Knauff
Mount Knauff ist ein etwas über 1000 m hoher Berg an der Pennell-Küste des ostantarktischen Viktorialands. Er ragt zwischen dem Egeberg-Gletscher und der Mündung des Dugdale-Gletschers auf. Seine Ostflanke sowie der Felssporn, der sich von ihm in Richtung der Robertson Bay erstreckt, sind gekennzeichnet durch steil abfallende Hänge, wie sie für die Pennell-Küste typisch sind.
Das Advisory Committee on Antarctic Names benannte ihn 2009 nach Major General Robert A. Knauff, Stabsleiter bei der New York Air National Guard, der von 2003 bis 2009 beratend für das United States Antarctic Program tätig war.